# 1980 en droit
Cet article présente les faits marquants de l'année 1980 en droit.

## Évènements

### Janvier
- 27 janvier : entrée en vigueur de la Convention de Vienne sur le droit des traités.
- 11 avril : signature à Vienne de la Convention des Nations unies sur les contrats de vente internationale de marchandises.
- 16 juin : l'arrêt Diamond v. Chakrabarty de la Cour suprême des États-Unis entérine la brevetabilité du vivant, en l'espèce d'une bactérie génétiquement modifiée.
- 19 juin : convention de Rome sur la loi applicable aux obligations contractuelles.

- 1er août : convention sur la conservation de la faune et la flore marines de l'Antarctique.

- 10 octobre : convention sur certaines armes classiques signée à Genève par les Nations unies.
- 25 octobre : convention de La Haye sur les aspects civils de l'enlèvement international d'enfants.

- 30 novembre : en Uruguay, le référendum proposé par la dictature militaire, et portant sur une réforme constitutionnelle, est rejeté par 57 % de la population. Ce rejet ouvre la voie à des réformes démocratiques dans cet État.

- 2 décembre : traité de Tokehega entre la Nouvelle-Zélande et les États-Unis afin d'établir le tracé de la frontière maritime entre Tokelau et les Samoa américaines.
- 12 décembre : Bayh-Dole Act,loi américaine sur les brevets.